# Norinco 1911 A1
La Norinco 1911 A1 è una pistola semiautomatica di fabbricazione cinese, prodotta dalla Norinco copia della statunitense Colt Government 1911.

## Caratteristiche
L'arma ricalca fedelmente le linee del modello al quale si ispira e come nell'originale il calibro è il .45 ACP.
Entrambe si dimostrano armi affidabili, costruite con buoni materiali, anche se i metodi di costruzione, di finitura delle parti e di assemblaggio appaiono un po' grossolani rispetto al modello della Colt. Tuttavia le caratteristiche e la precisione dell'arma nel tiro rappresentano un ottimo rapporto fra il prezzo di acquisto e la funzionalità offerta da questa pistola.
I limiti dell'arma sono rappresentati dalla capacità del serbatoio (7 colpi nella versione comune e 8 in quella sportiva) e nel peso che supera il chilogrammo. Esiste tuttavia il modello "P-15" nel quale la capienza del caricatore è stata aumentata a 15 colpi anche se ciò ha comportato la riduzione del calibro al 9 mm Parabellum.